# コンクリートの中の男
『コンクリートの中の男』（コンクリートのなかのおとこ、英国原題: Give Us This Day, 米国原題: Christ in Concrete）は、エドワード・ドミトリク監督による1949年のイギリス映画である。ピエトロ・ディドナートによる1939年の小説『Christ in Concrete』が原作である。

## プロット
イタリア系移民のジェレミオはブルックリンでレンガ職人として働いて家族を養う。ジェレミオたちは世界恐慌により苦境に立たされる。

## キャスト
- ジェレミオ - サム・ワナメイカー
- ヌンツィアータ - レア・パドヴァニ（英語版）
- キャサリン - キャサリン・ライアン（英語版）
- ルイージ - チャールズ・ゴールドナー（英語版）
- ジュリオ - ボナー・コレアーノ（英語版）
- ジョバンニ - ウィリアム・シルベスター
- ジョージ・パステル（英語版） - ルーシー

## 製作背景
製作当時ドミトリクはハリウッド・テンの一員であり、またワナメイカーもブラックリストに入っていた。そのため彼らに否定的なアメリカ合衆国ではなくイギリスのロンドンで全編の撮影が行われた。